# West Mail
West Mail war ein privater Postdienst im Westen Deutschlands, der nach der Lockerung des Briefmonopols in Deutschland vom Kölner Großverlag M. DuMont Schauberg, den Verlagen der Rheinischen Post und der Westdeutschen Zeitung aus Düsseldorf, Krefeld und Wuppertal gegründet wurde. Er hatte seinen Sitz in Langenfeld und nahm zum 1. April 2005 seinen Postdienst auf. Nach der Insolvenz des Unternehmens im Februar 2008 wurde der Betrieb zum 1. März 2008 wieder eingestellt.
Als PIN West Mail gehörte West Mail seit Ende des Jahres 2006 zur PIN Group. Dessen Anteilseigner Axel Springer AG stoppte Ende des Jahres 2007 die finanzielle Unterstützung des neuen Tochterunternehmens, woraufhin kurze Zeit später die Insolvenz folgte.
Das Zustellgebiet von West Mail umfasste im Wesentlichen das Rheinland und das Bergische Land (PLZ-Regionen 40–42, 46, 47, 50–53). Es stand damit in unmittelbarer Konkurrenz zur First Mail, die 2003 von der Deutschen Post AG übernommen worden war und in weiten Teilen des gleichen Gebietes zustellt.